# Typhlodromus gardeniae
Typhlodromus gardeniae är en spindeldjursart som beskrevs av Schultz 1973. Typhlodromus gardeniae ingår i släktet Typhlodromus och familjen Phytoseiidae. Inga underarter finns listade i Catalogue of Life.